# キム・ジフン (1981年生の俳優)

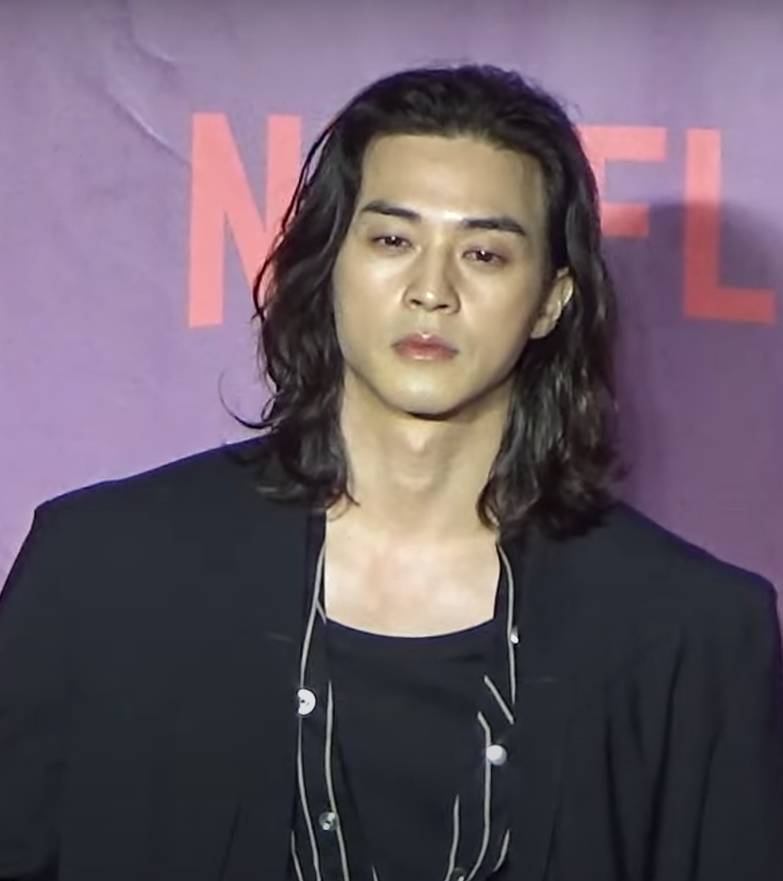
キム・ジフン

キム・ジフン（김지훈、1981年5月9日 - ）は、韓国の俳優。ソウル特別市広津区出身。ビッグピクチャーエンターテインメント所属。

## 来歴
SMエンタテインメントの練習生出身で、4人グループのアイドルとしてデビュー予定だったが、俳優に転向。2001年には子ども向け料理番組にMCとして出演していた。俳優としてのデビュー作品は2002年のドラマ「Loving You」。
主に週末ドラマに多く出演し、「週末ドラマ界の皇太子」と呼ばれた。
2010年には初の映画と同時期に演劇にも出演。
2014年に主演のドラマ「私はチャン・ボリ!」ではコメディセンス溢れる演技を見せ、視聴率でも大きな成功を収めた。その後2020年に出演したドラマ「悪の花」でロングヘアと今までにないキャラクターを演じたことからイメージと出演作品や役柄も大きく変化した。スペインの人気ドラマのリメイク作品で2022年にネットフリックスで配信のドラマ「ペーパー・ハウス・コリア：統一通貨を奪え」に出演し、南米などでも知られるようになった。2024年撮影のアマゾンプライム作品「butterfly」でハリウッドに進出。

## 出演作

### ドラマ
- Loving You (2002年)  チェ・ソンウク役
- マイ・スイート・ファミリー (2003年)  パク・ヨング役
- 愛の咲く家 (2004年)  カン・ジャンス役
- 名家の娘ソヒ (2004年)  キム・ギルサン役(青年期)
- 恋するレシピ (2005年)  カン・ヒョク役
- 黄金のりんご (2006年)  キム・キョング役
- 偉大な遺産 (2006年)  チェ・シワン役
- どれだけ好きなの (2007年)  ソ・ドンス役
- 花いちもんめ (2007年)  コ・ウンタク役
- 嫁全盛時代 (2007年)  イ・ボクス役
- なんでウチに来たの？ (2008年)  チョ・ギドン役
- 恋愛結婚 (2008年)  パク・ヒョンス役
- 千秋太后 (2009年)
- 星をとって (2009年)  ウォン・ガンハ役
- ミヘギョル〜知られざる朝鮮王朝 (2010年)  キム・ヒョンド役
- となりの美男 (2013年)  オ・ジンラク役
- 結婚の女神 (2013年)  カン・テウク役
- 私はチャン・ボリ！ (2014年)  イ・ジェファ役
- ウチに住むオトコ (2016年)  チョ・ドンジン役　※特別出演
- 恋する泥棒〜あなたのハート、盗みます〜 (2017年)  ハン・ジュニ役
- 彼女を探して (2017年)
- 金持ちの息子 (2018年)  イ・グァンジェ役
- バベル〜愛と復讐の螺旋〜 (2019年)  テ・ミノ役
- 悪の花 (2020年)  ペク・ヒソン役
- ペーパー・ハウス・コリア：統一通貨を奪え (2022年 Netflix)  デンバー役
- エージェントなお仕事 (2022年)  キム・ジフン役 ※特別出演
- その恋、断固お断りします (2023年)  ド・ウォンジュン役
- もうすぐ死にます (2023年)  パク・テウ役 ※特別出演
- 鬼宮 (2025年)
- butterfly (未定 Amazon Prime)

### 映画
- ナタリー (2010年)  チャン・ミヌ役
- 逆謀−反乱の時代 (2017年)  イ・インジャ役
- バレリーナ (2023年)  チェプロ役

### 演劇
- 笑いの大学 (2010年)